# 도널드 피어스
도널드 피어스(영어: Donald Pierce)는 마블 코믹스의 슈퍼빌런 캐릭터로, 주로 엑스맨의 적으로서 등장하는 사이보그이다. 1980년 4월 《언캐니 엑스맨》 132호에 처음 등장했고, 크리스 클레어몬트와 존 번이 공동 창작하였다.
영화 《로건》(2017)에서는 보이드 홀브룩이 도널드 피어스를 연기했다.

## 담당 배우

### 영화
- 로건(2017) - 보이드 홀브룩